# Wälder Versicherung
Die Wälder Versicherung VaG ist ein Versicherungsverein auf Gegenseitigkeit mit Sitz in Andelsbuch (Vorarlberg, Österreich). Sie ist das älteste Versicherungsunternehmen Vorarlbergs.
Rund 85 % der 7.000 Kunden sind im Bregenzerwald beheimatet, weshalb das Angebot auf die ländliche Region und das Bundesland Vorarlberg abgestimmt ist.

## Geschichte
Im Jahr 1790 vernichtete ein Feuer in Großdorf 32 Gebäude. Es entstand eine Solidargemeinschaft, die 1798 zur Gründung der Wälder Versicherung führte.
Während der Zugehörigkeit Vorarlbergs zum Königreich Bayern 1806–1814 war das Vorarlberger Versicherungswesen zentralisiert. Im Jahr 1818 wurde die Wälder Versicherung wiedergegründet.
In der Zeit des Nationalsozialismus wurde die Wälder Versicherung 1938 zwangsaufgelöst und mit der Landes-Feuerversicherungsanstalt zusammengeführt. Nach dem Zweiten Weltkrieg sprach der Nationalratsabgeordnete Pius Fink aus Andelsbuch mit Bundeskanzler Leopold Figl beim Finanzminister vor und erwirkte die Loslösung von der Landes-Feuerversicherung. Per 1. Jänner 1950 nahm die „Gegenseitige Feuerversicherungs-Anstalt des Bezirkes Bregenzerwald“ ihre Geschäfte wieder auf.
Die Wälder Versicherung verzeichnete im Jahr 2020 erstmals Prämieneinnahmen in Höhe von 5 Millionen Euro und zählte 24 Beschäftigte.